# Санчес, Майкл Робертович
Майкл Робертович Санчес-Божулев (исп. Michael Sánchez, 5 июня 1986, Полтавская область, Украинская ССР) — российский и кубинский волейболист, диагональный.

## Биография
Майкл Санчес родился в Полтавской области Украинской ССР, когда его отец, кубинский военнослужащий, находился на учениях в СССР. Своего сына он назвал в честь певца Майкла Джексона. Первые три года Майкл жил у матери в Ленинграде, а затем переехал на Кубу к отцу. Сначала Санчес занимался баскетболом, лёгкой атлетикой, плаванием, а в волейбол пришёл только в 15 лет. В составе национальной сборной сыграл 38 матчей, завоевал бронзовую медаль на Панамериканских играх 2007 года.
В 2008 году прекратил выступления за сборную, а через два года получил право подписать контракт с зарубежным клубом и перешёл в новосибирский «Локомотив». Первый матч за «Локомотив» провёл 10 декабря 2011 года, а 28 декабря стал обладателем Кубка России. В финальном матче против «Кузбасса», завершившемся со счётом 3:0, он набрал 19 очков и был признан самым ценным игроком турнира. В чемпионате страны Санчес вошёл в десятку самых результативных, несмотря на то, что играл не с начала сезона.
В июле 2012 года по семейным обстоятельствам покинул «Локомотив» и вернулся на Кубу, но спустя месяц прибыл в расположение новоуренгойского «Факела», где ему отводили роль не диагонального, а доигровщика. Из-за проблем с документами Санчесу довелось сыграть за новую команду только на предсезонном Кубке Ямала и предварительном этапе Кубка России, а в заявку «Факела» на чемпионат Суперлиги он внесён не был. Остаток сезона Майкл провёл в катарском «Аль-Райане».
В сезоне 2013/14 годов выступал в Южной Корее и стал бронзовым призёром национального чемпионата в составе «Кореан Айр Джамбос» из Инчхона. 26 ноября 2013 года в одном из матчей чемпионата набрал за три партии 41 очко, из них 31 — в третьем сете, закончившемся с рекордным для мирового волейбола счётом 56:54. В конце сезона вновь оказался в Катаре, подписав краткосрочный контракт с «Аль-Райаном» для участия на клубном чемпионате мира. Его команда дошла до финала этого турнира, в котором проиграла «Белогорью».
Поиграв еще один сезон в Корее, в дальнейшем Санчес выступал за аргентинский «Персональ Боливар», турецкий «Аркасспор», бразильскую «Итапетинингу», а в 2019 году вернулся в V-Лигу, в клуб «КБ Иншуренс Старс».

## Достижения

### В клубной карьере
- Обладатель Кубка России (2011).
- Бронзовый призёр чемпионата Республики Корея (2013/14).
- Серебряный призёр клубного чемпионата мира (2014).

### Личные
- MVP Кубка России (2011).